# Charles Marquis Warren
Pour les articles homonymes, voir Warren.
Charles Marquis Warren, né le 16 décembre 1912 à Baltimore (Maryland) et mort le 11 août 1990 à West Hills (Californie), est un producteur, scénariste et réalisateur américain.

## Filmographie

### Producteur
- 1956 : Cavalry Patrol (TV)
- 1957 : Tragique Odyssée (Copper Sky)
- 1957 : Ride a Violent Mile
- 1958 : Blood Arrow (en)
- 1958 : Desert Hell
- 1962 : Le Virginien (The Virginian)
- 1969 : Charro (Charro !)
- 1974 : Il était une fois 2 salopards (The Meanest Men in the West) (TV)

### Scénariste
- 1948 : Retour sans espoir (Beyond Glory)
- 1949 : La Chevauchée de l'honneur
- 1951 : Oh! Susanna (it)
- 1951 : La Rivière de la mort (Little Big Horn)
- 1952 : Hellgate
- 1952 : La Mission du commandant Lex (Springfield Rifle)
- 1953 : Pony Express
- 1953 : Le Sorcier du Rio Grande (Arrowhead)
- 1953 : Vol sur Tanger (Flight to Tangier)
- 1955-1975 : Gunsmoke
- 1957 : Femme d'Apache (Trooper Hook)
- 1958 : Desert Hell
- 1962 : The Brazen Bell
- 1968 : Day of the Evil Gun
- 1969 : Charro (Charro !)

### Réalisateur
- 1951 : La Rivière de la mort (Little Big Horn)
- 1952 : Hellgate
- 1953 : Le Sorcier du Rio Grande (Arrowhead)
- 1953 : Vol sur Tanger (Flight to Tangier)
- 1955-1956 : Gunsmoke (série TV)
- 1955 : Sept Hommes en colère (Seven Angry Men)
- 1956 : Cavalry Patrol (TV)
- 1956 : Tension à Rock City (Tension at Table Rock)
- 1956 : The Black Whip
- 1957 : Femme d'Apache (Trooper Hook)
- 1957 : Back from the Dead
- 1957 : The Unknown Terror
- 1957 : Tragique Odyssée (Copper Sky)
- 1957 : Ride a Violent Mile
- 1958 : Blood Arrow (en)
- 1958 : Cattle Empire
- 1958 : Desert Hell
- 1959-1960 : Rawhide (série TV)
- 1969 : Charro (Charro !)